# San Gerardo (Azuay)
San Gerardo ist eine Ortschaft und eine Parroquia rural („ländliches Kirchspiel“) im Kanton Girón der ecuadorianischen Provinz Azuay. Die Parroquia besitzt eine Fläche von 56,35 km². Die Einwohnerzahl lag im Jahr 2010 bei 1119. Die Parroquia wurde am 25. Januar 1990 gegründet.

## Lage
Die Parroquia San Gerardo liegt in den Anden im Süden der Provinz Azuay. Der Ort San Gerardo befindet sich auf einer Höhe von 2820 m, 6 km westnordwestlich des Kantonshauptortes Girón am Nordhang oberhalb des nach Südwesten fließenden Río Girón, linker Nebenfluss des Río Rircay. San Gerardo liegt an einer Nebenstraße, die von Girón über San Gerardo nach Chumblín und weiter nach San Fernando führt. Im Westen wird das Areal von den beiden nach Süden fließenden Flüssen Río Zhurucay und Río Rircay begrenzt. Durch den östlichen Teil der Parroquia fließt der Río Santa Ana, ein Nebenfluss des Río Girón, nach Süden. An der nördlichen Verwaltungsgrenze erhebt sich der etwa 3900 m hohe Cerro Mira.
Die Parroquia San Gerardo grenzt im Osten und im Süden an die Parroquia Girón, im Westen an die Parroquias San Fernando und Chumblín (beide im Kanton San Fernando) sowie im äußersten Norden an die Parroquias Baños und Victoria del Portete (beide im Kanton Cuenca).

## Orte und Siedlungen
In der Parroquia gibt es folgende Comunidades: Cauqil, San Martín Chico, San Martín Grande, Santa Ana, Cristal Aguarongos und Bestión.